# ارائه
ارائه فرایند عرضه یک موضوع به مخاطب است. ارائه معمولاً به صورت نمایش، معرفی، سخنرانی، یا صحبت است که برای آگاه‌سازی، ترغیب، الهام‌بخشی، دادن انگیزه، معرفی ایده یا کالای تازه و ایجاد حس خوب به کار می‌رود. همچنین این اصطلاح می‌تواند برای معرفی یا پیشکشی رسمی یا آیینی یا Debutante استفاده شود. در برخی قالب‌های خاص، ارائه به معنی اشاره به نکته کلیدی است.

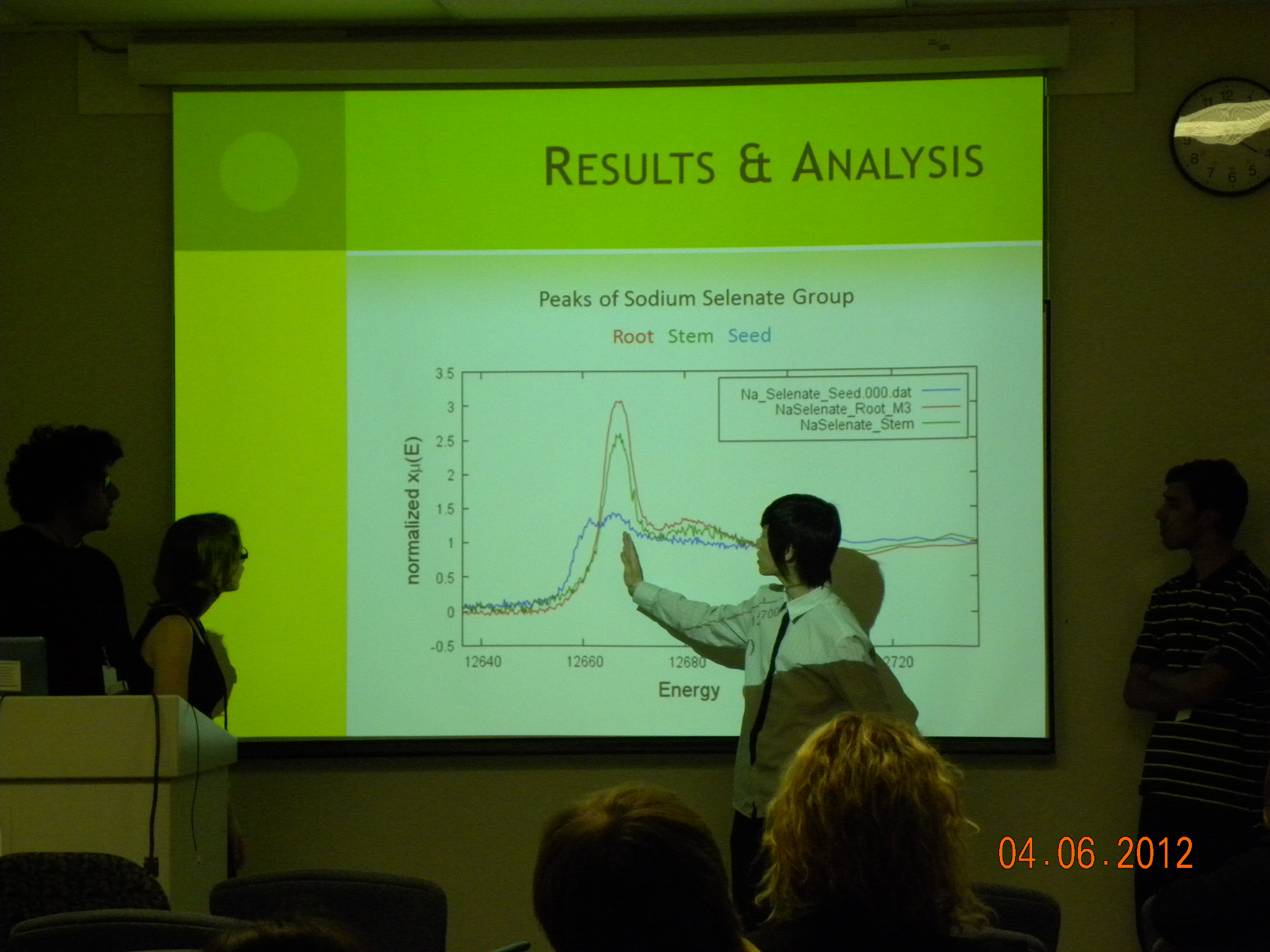
یک سخنگو که برای ارائه، از ویدئو پروژکتور استفاده می‌کند.

## برنامه ارائه
برنامه ارائه، اغلب، برای ایجاد درونمایه ارائه استفاده می‌شود. همچنین برخی از برنامه‌های ارائه، اجازه می‌دهند ارائه‌ها به صورت مشترک، توسعه داده شوند. نمونه آن استفاده از اینترنت برای کسانی است که در مکان جغرافیایی دوری از یکدیگر قرار دارند. می‌توان از بینندگان برای ترکیب درونمایه منابع گوناگون در یک ارائه استفاده کرد.

## نرم‌افزارها
برخی از محبوب‌ترین نرم‌افزارهای ارائه در سراسر جهان، از سوی اپل، گوگل، و مایکروسافت ارائه شده‌اند. مایکروسافت پاورپوینت و گوگل اسلایدز ابزارهای مؤثری برای توسعه اسلایدها برای ارائه هستند. گوگل اسلایدز به گروه‌ها اجازه می‌دهد که با استفاده از گوگل درایو با یکدیگر همکاری کنند تا هر حساب را هنگام ویرایش، به‌روزرسانی کنند. درونمایه‌هایی چون نوشته، نگاره، پیوند، و جلوه دیداری، به هر یک از برنامه‌های ارائه افزوده می‌شوند تا اطلاعات یکدست و سودمندی را به یک گروه ارائه کنند.